# I Cshongdzsun
I Cshongdzsun (1939. augusztus 9. – 2008. július 31.) jelentős dél-koreai író, aki nagy hatással volt számos modern koreai íróra és hazájában az egyik legprominensebb íróként tartják számon.

## Élete és pályafutása
A Szöuli Nemzeti Egyetem német irodalom szakán végzett. 1965-ben jelent meg első novellája, a Thövon (퇴원, Leaving the Hospital), mely elnyerte a Szaszangje új író díját. Két évvel később Pjongsingva modzsori (병신과 머저리, Stupid and Fool) című művéért Tongin irodalmi díjjal jutalmazták.
Mintegy négy évtizedes pályafutása alatt több mint száz novellát és tizenhárom regényt írt, több művét megfilmesítették. 1993-ban a phanszoriénekesekről szóló Szophjondzse című (서편제) művéből Im Gvonthek készített nagy sikerű filmet, mely az első olyan film lett Dél-Koreában, amit több mint egymillióan néztek meg a mozikban. I Cshangdong Secret Sunshine című filmjének története I Cshongdzsun Polleijagi (벌레이야기, The Story of a Worm) című munkája alapján íródott, a film főszereplője elnyerte a legjobb női alakítás díját a Cannes-i fesztiválon.
Műveit többek között japánra, kínaira, angolra, németre, spanyolra és törökre is lefordították. Írásai többségében a nagyvárosi léttel foglalkozik, fő témája az elidegenedés, az elnyomásban vergődő értelmiségi lét, melynek metaforájaként gyakran használ pszichés betegségeket.
Az író 2008-ban hunyt el tüdőrákban.